# Goodyera procera
Goodyera procera là một 20 to 40 cm tall plant with white flowers, it does not creep. Easy to grow under lights, 20 C to 30C. Grows well in an open medium like fine bark. Unlike most other Goodyeras this one does not have patterns on the leaves.
Goodyera procera là một loài lan.

## Synonyms
- Neottia procera Ker Gawl. (1822) (basionym)
- Leucostachys procera (Ker Gawl.) Hoffmanns.
- Orchiodes procerum (Ker Gawl.) Kuntze
- Epipactis procera (Ker Gawl.) A.A.Eaton
- Peramium procerum (Ker Gawl.) Makino
- Neottia parviflora Blume
- Cionisaccus lanceolatus Breda
- Goodyera carnea A.Rich.
- Cordylestylis foliosa Falc.
- Spiranthes parviflora Hassk.
- Goodyera parviflora Blume
- Goodyera lancifolia Franch. & Sav.
- Orchiodes parviflorum (Blume) Kuntze
- Epipactis parviflora (Blume) A.A.Eaton
- Epipactis philippinensis Ames
- Goodyera philippinensis (Ames) Schltr.

## Hình ảnh

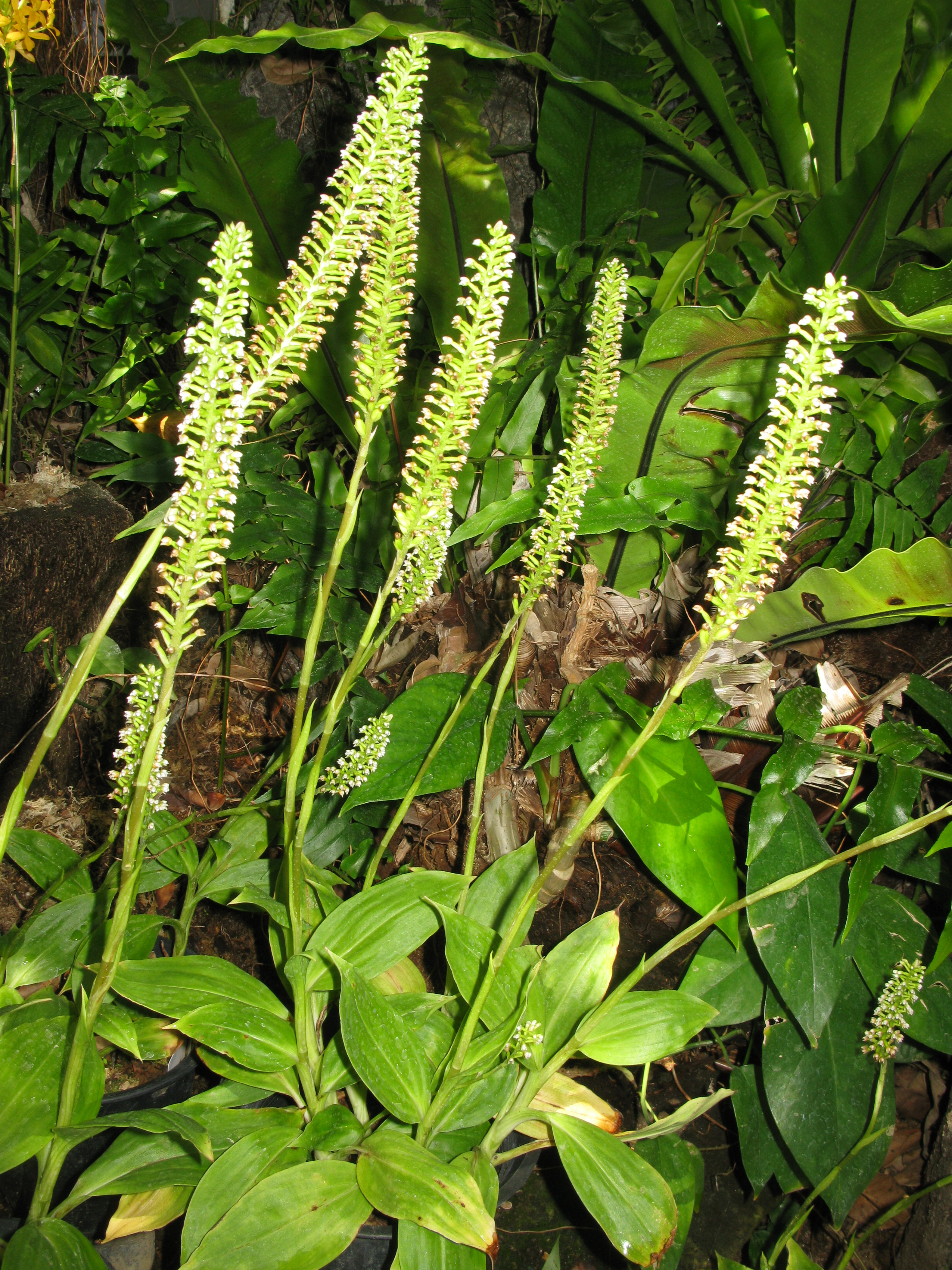
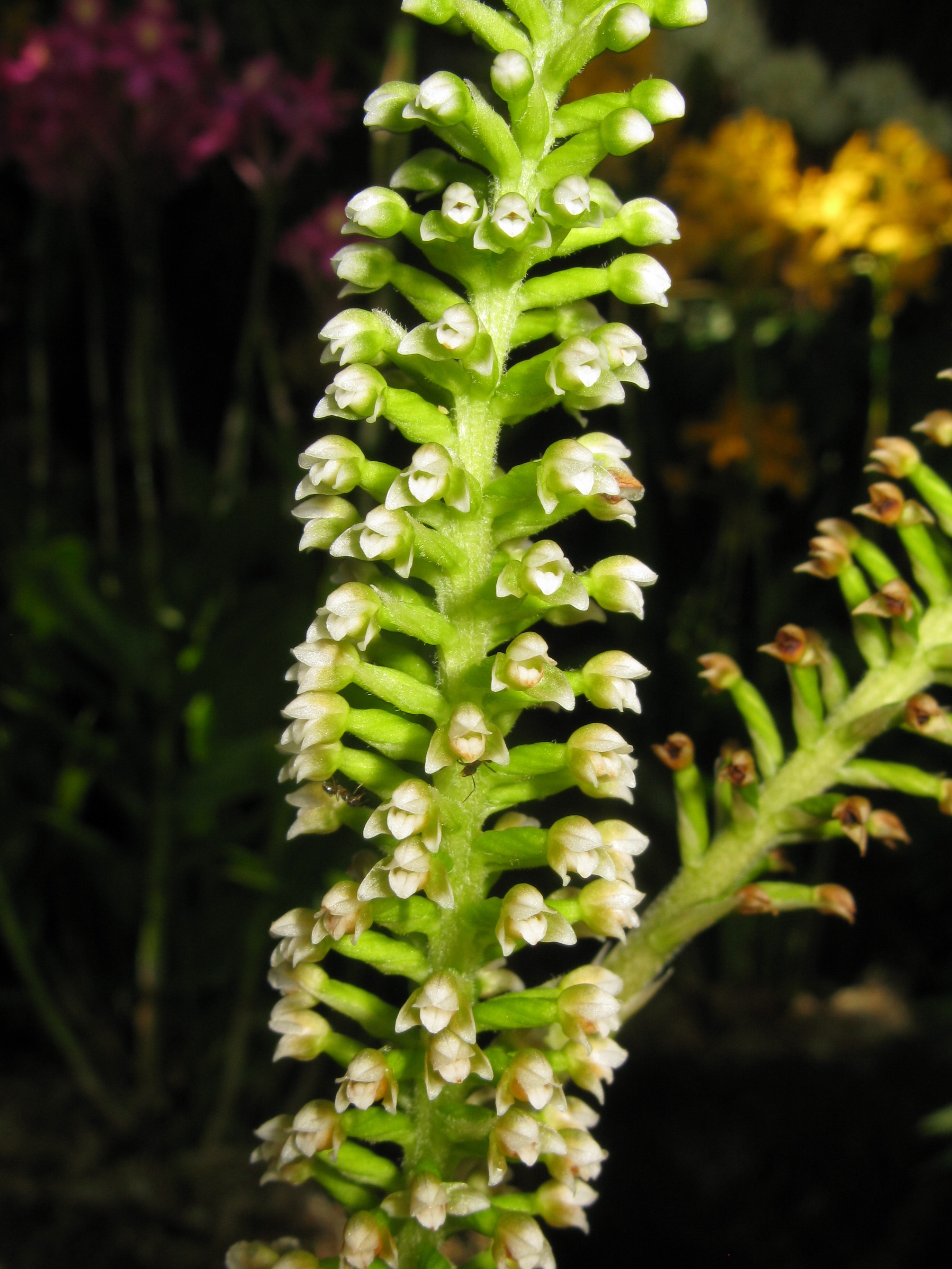
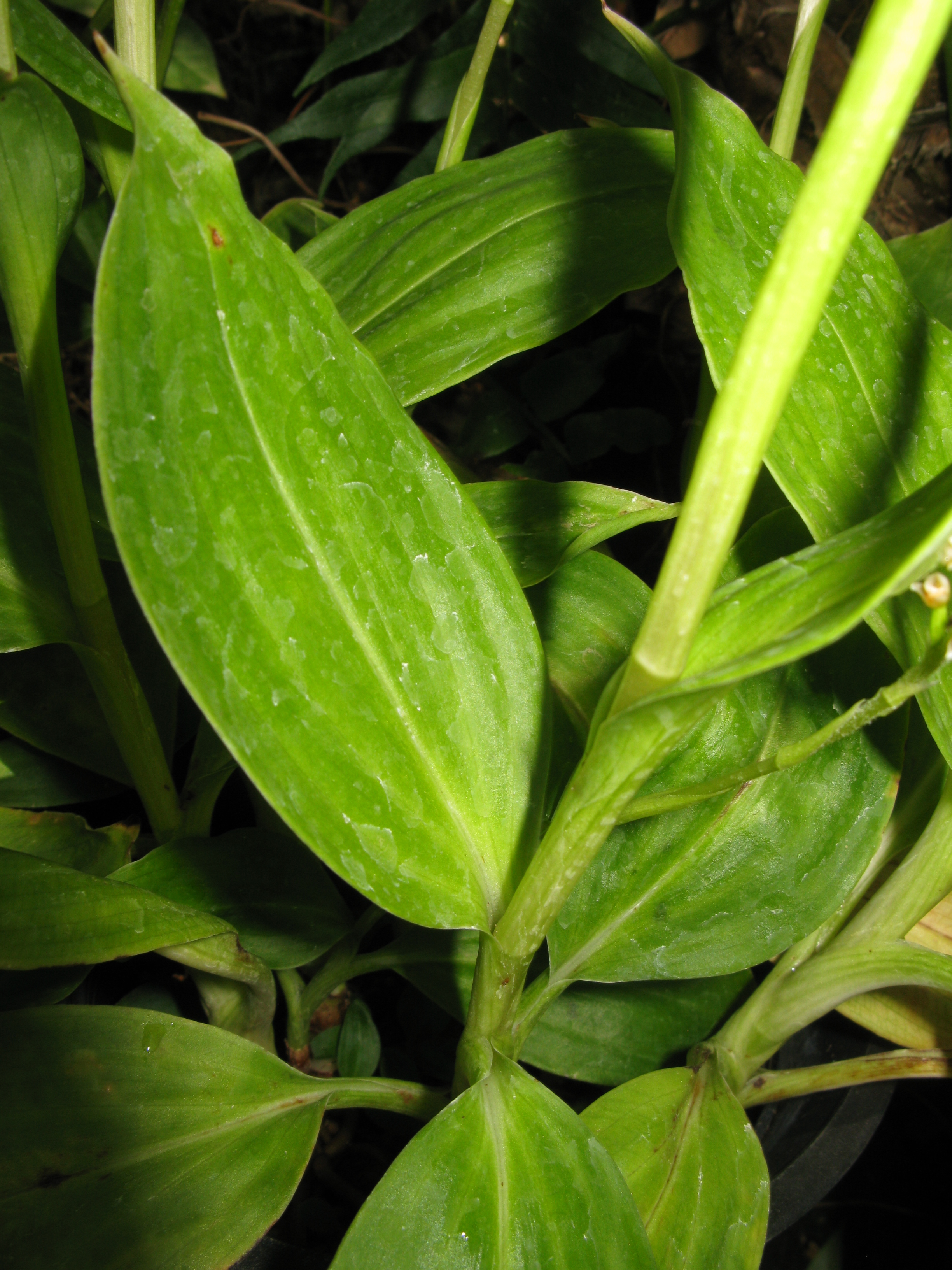